# Batalla de Nísibis (217)
La batalla de Nísibis fou un combat lluitat entre l'Imperi Romà i l'Imperi Part l'estiu del 217.

## Antecedents
Vologès VI de Pàrtia vers el 209 va succeir a son pare, però de seguida el seu germà Artaban V es va rebel·lar. Aprofitant la desunió, el 216 l'emperador romà Caracal·la va demanar a Artaban la mà de la seva filla, però Artaban va desestimar la petició. Això va irritar Caracal·la, que amb diversos pretexts va buscar la guerra amb els parts, i va entrar en el seu territori devastant la província d'Assíria i la de Mèdia Atropatene, arribant fins a Arbela, i els dos pretendents parts van deixar de banda les hostilitats per afrontar l'enemic comú. Caracal·la va ser assassinat el 8 d'abril del 217 i des de llavors els parts van passar al contraatac.

## Batalla
La batalla es va lluitar l'estiu del 217 entre els exèrcits de l'Imperi Romà de l'emperador Macrí i de l'Imperi Part. Va durar tres dies i ambdós exèrcits van sofrir grans pèrdues, amb victòria dels parts, per la superioritat dels atacants a distància i la poca efectivitat de la infanteria contra els catafractes.

## Conseqüències
Com a resultat de la batalla, Macrí va signar el tractat de Nísibis per dos-cents milions de sestercis, havent de reconèixer els parts com a foedus aequum i Tiridates II d'Armènia perdent el Pont després d'un segle, i abandonà la idea del seu antecessor d'envair Pèrsia.